# Monitor (typ lodi)

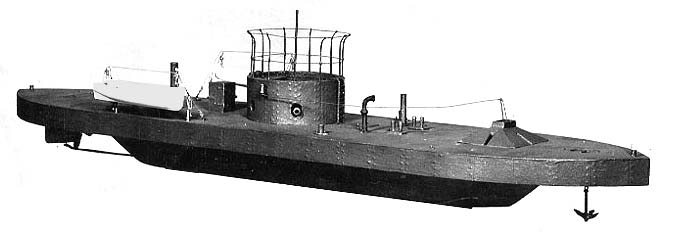
Model monitoru

Monitor je typ menší opancéřované válečné lodi s otočnou dělovou věží. Koncepčně vychází z americké unionistické lodi USS Monitor, spuštěné na vodu v roce 1862.

## Konstrukce
Tento typ měl relativně silné pancéřování a malý počet děl větší ráže umístěných ve věžích. Typickým rysem býval velmi nízký volný bok lodi, který skýtal malý cíl nepřátelským dělům, nízký ponor a ploché dno. Kvůli těmto vlastnostem byly monitory málo stabilní a nevhodné pro otevřené moře, hodily se však do pobřežních mělčin a na vodní toky (říční monitor). Dělostřelectvo na palubě bylo určeno k ničení nepřátelských lodí v pobřežních vodách a k podpoře pozemních vojsk. Monitory nevynikaly rychlostí. Původně byl k pohonu užíván parní stroj, postupně nahrazený dieselovými motory, až k moderním plynovým turbínám.

## Využití
První monitory byly nasazeny v americké občanské válce. Přestože se jednalo o uspěchanou konstrukci s velmi omezeným použitím, první bojové nasazení lodi USS Monitor v březnu 1862 bylo hodnoceno jako natolik úspěšné (Monitor se dvěma děly úspěšně vzdoroval Virginii s deseti děly), že už během občanské války vzniklo mnoho kopií této lodi, nejen v USA, ale i v Evropě. Své uplatnění si však monitory našly také později, během první světové války, kde převážně Britové používali své lodě tohoto typu k ostřelování fronty při pobřeží moře. Za účelem vyšší stability měly pozdější monitory zvýšený okraj horní paluby (bočnice). Monitory sloužily také v říčních a jezerních flotilách, které vytvořila sovětská armáda za druhé světové války. Jednou z největších byla Dunajská flotila, kde se proslavil zejména monitor Železňakov (Projekt SB-37). Posledním válečným konfliktem, kde byly monitory nasazeny, se stala válka ve Vietnamu.